# The Hazards
The Hazards är ett berg i Australien. Det ligger i regionen Glamorgan/Spring Bay och delstaten Tasmanien, i den sydöstra delen av landet, omkring 110 kilometer nordost om delstatshuvudstaden Hobart. Toppen på The Hazards är 484 meter över havet, eller 474 meter över den omgivande terrängen. Bredden vid basen är 5,6 km.
Trakten är glest befolkad. Närmaste större samhälle är Swansea, omkring 19 kilometer väster om The Hazards. 
I omgivningarna runt The Hazards växer i huvudsak städsegrön lövskog. Genomsnittlig årsnederbörd är 635 millimeter. Den regnigaste månaden är november, med i genomsnitt 107 mm nederbörd, och den torraste är augusti, med 32 mm nederbörd.